# ハリー・ソー
ハリー・ケンダル・ソー（Harry Kendall Thaw、1871年2月12日-1947年2月22日) は、アメリカ合衆国の殺人犯である。ペンシルベニア州ピッツバーグの石炭と鉄道の男爵ウィリアム・ソー・シニアの息子であった。 数百万ドルの財産を相続した若いソーは、1906年6月25日、ニューヨーク市のマディソン・スクエア・ガーデンの屋上で数百人の目撃者の前で有名な建築家スタンフォード・ホワイトを射殺したことで最も有名である。